# Ульссон, Юсефин
Юсефин Ульссон (швед. Josefin Olsson, род. 23 августа 1989, Нючёпинг) — шведская яхтсменка, участница 4 летних Олимпийских игр, серебряный призёр Олимпийских игр 2020 года в классе «Лазер Радиал», чемпионка мира 2008 года в классе «Европа», серебряный призёр чемпионата мира 2014 года в классе «Лазер Радиал».

## Биография
Первоначально Юсефин Ульссон выступала в соревнованиях в классе «Европа». С 2007 года она перешла в олимпийский класс «Лазер Радиал», в котором выступала на небольших международных турнирах. В июле 2008 года шведская яхтсменка вновь выступила в соревнованиях в классе «Европа», став чемпионкой мира. В 2009 году на чемпионате Европы в классе «Лазер Радиал» Юсефин смогла пробиться в десятку сильнейших, заняв 9-е место, но на чемпионате мира в том же году Ульссон не смогла показать высокий результат, став лишь 35-й. В 2010 и 2011 годах шведка становится победителем двух этапов Кубка Европы. В декабре 2011 года Ульссон занимает 13-е место на чемпионате мира, заработав тем самым олимпийскую лицензию для страны на Игры 2012 года.
Для участия в летних Олимпийских играх в Лондоне в классе «Лазер Радиал» олимпийский комитет Швеции выбрал Ульссон. На протяжении всего турнира Юсефин показывала слабые результаты. За 10 гонок спортсменка лишь два раза смогла попасть в десятку сильнейших, оба раз становясь 5-й. По итогам соревнований шведская яхтсменка смогла занять место в середине турнирной таблицы, став 18-й. В марте 2013 года Ульссон выиграла очередной этап Кубка Европы, а в сентябре заняла высокое 6-е место на чемпионате мира. В сентябре 2014 года в Сантандере состоялся комплексный чемпионат мира, на котором Юсефин смогла стать серебряным призёром, не выиграв при этом за весь турнир ни одной гонки. Также на этом чемпионате Юсефин принесла стране олимпийскую лицензию. В апреле 2015 года шведка впервые в карьере становится призёром этапа Кубка мира, заняв третье место во французском Йере. В октябре 2015 года Ульссон выигрывает финал Кубка мира в Абу-Даби, а спустя месяц становится пятой на мировом первенстве. 21 марта 2016 года был опубликован очередной рейтинг Международной федерации парусного спорта, согласно которому Ульссон впервые в карьере поднялась на третью позицию.
Летом 2016 года была включена в состав сборной Швеции для участия в Олимпийских играх 2016 года. Лишь раз шведской яхтсменке удалось закончить гонку в тройке сильнейших, тем не менее стабильно высокие результаты позволили Ульссон пробиться в медальную гонку, но поскольку отрыв от лидеров к моменту начала заключительной гонки был очень большой, то Юсефин, занимавшая седьмое место, могла побороться только за место в пятёрке. Медальную гонку Ульссон завершила второй, но получила ещё два штрафных балла и с общей суммой 90 очков она заняла итоговое 6-е место. В августе 2018 года заняла 18-е место на чемпионате мира, в очередной раз заработав для Швеции олимпийскую лицензию.